# Scottish League Cup 2008/09
Der Scottish League Cup wurde 2008/09 zum 63. Mal ausgespielt. Der schottische Ligapokal, der unter den Teilnehmern der Scottish Football League und der Scottish Premier League ausgetragen wurde, begann am 5. August 2008 und endete mit dem Finale am 15. März 2009. Wurde ein Duell nach 90 Minuten plus Verlängerung nicht entschieden, kam es zum Elfmeterschießen. Den Titel sicherte sich Celtic Glasgow im Finale gegen die Glasgow Rangers.

## 1. Runde
Ausgetragen wurden die Begegnungen am 5. und 6. August 2008.
|                       | Ergebnis              |                      |
| --------------------- | --------------------- | -------------------- |
| Albion Rovers         | ?:? n. V. (3:4 i. E.) | Raith Rovers         |
| Alloa Athletic        | 2:0                   | Elgin City           |
| FC Clyde              | 4:1                   | FC Queen’s Park      |
| FC Dumbarton          | ?:? n. V. (5:4 i. E.) | Annan Athletic       |
| FC Montrose           | 0:2                   | FC Cowdenbeath       |
| Partick Thistle       | 4:3 n. V.             | Forfar Athletic      |
| FC Peterhead          | 0:2                   | Dunfermline Athletic |
| Ross County           | 2:3 n. V.             | Airdrie United       |
| FC Stenhousemuir      | 1:5                   | FC St. Johnstone     |
| FC Stranraer          | 3:6                   | Greenock Morton      |
| FC Arbroath           | 3:2                   | Stirling Albion      |
| Ayr United            | 2:1                   | Berwick Rangers      |
| FC East Fife          | 0:3                   | Brechin City         |
| FC East Stirlingshire | 1:2 n. V.             | FC Livingston        |

## 2. Runde
Ausgetragen wurden die Begegnungen am 26. August 2008.
|                      | Ergebnis              |                              |
| -------------------- | --------------------- | ---------------------------- |
| FC Cowdenbeath       | 1:5                   | Dundee United                |
| FC Dundee            | 1:2                   | Partick Thistle              |
| Dunfermline Athletic | 1:0                   | Alloa Athletic               |
| Hamilton Academical  | 3:1                   | FC Clyde                     |
| Hibernian Edinburgh  | 3:4 n.V               | Greenock Morton              |
| FC Livingston        | 2:1 n. V.             | FC St. Johnstone             |
| Raith Rovers         | 1:3                   | FC Falkirk                   |
| FC St. Mirren        | 7:0                   | FC Dumbarton                 |
| FC Arbroath          | 2:4                   | Inverness Caledonian Thistle |
| Ayr United           | 0:1                   | FC Aberdeen                  |
| Brechin City         | 0:2                   | FC Kilmarnock                |
| Heart of Midlothian  | ?:? n. V. (3:4 i. E.) | Airdrie United               |

## 3. Runde
Ausgetragen wurden die Begegnungen am 23. September 2008.
|                      | Ergebnis  |                              |
| -------------------- | --------- | ---------------------------- |
| Celtic Glasgow       | 4:0       | FC Livingston                |
| Dundee United        | 2:0       | Airdrie United               |
| Dunfermline Athletic | 2:0       | FC St. Mirren                |
| FC Falkirk           | 2:1       | Queen of the South           |
| Greenock Morton      | 1:2       | Inverness Caledonian Thistle |
| FC Kilmarnock        | 4:2       | FC Aberdeen                  |
| FC Motherwell        | 1:2 n. V. | Hamilton Academical          |
| Partick Thistle      | 1:2 n. V. | Glasgow Rangers              |

## Viertelfinale
Ausgetragen wurden die Begegnungen am 28. und 29. Oktober 2008.
|                 | Ergebnis |                              |
| --------------- | -------- | ---------------------------- |
| Dundee United   | 1:0      | Dunfermline Athletic         |
| FC Kilmarnock   | 1:3      | Celtic Glasgow               |
| FC Falkirk      | 1:0      | Inverness Caledonian Thistle |
| Glasgow Rangers | 2:0      | Hamilton Academical          |

## Halbfinale
Ausgetragen wurden die Begegnungen am 27. und 28. Januar 2009.
|               | Ergebnis                |                 |
| ------------- | ----------------------- | --------------- |
| Dundee United | ?:? n. V. (10:11 i. E.) | Celtic Glasgow  |
| FC Falkirk    | 0:3                     | Glasgow Rangers |

## Finale
| Celtic Glasgow                                                  | Celtic Glasgow | Glasgow Rangers | Glasgow Rangers |
| --------------------------------------------------------------- | --- | --- | --------------- |
| Celtic Glasgow                                                  | \| 15. März 2009 um 15:00 Uhr (Ortszeit) in Hampden Park (Glasgow) \| \| Ergebnis: 2:0 n. V. \| \| Zuschauer: 51.193 \| \| Schiedsrichter: Douglas McDonald \| | \| 15. März 2009 um 15:00 Uhr (Ortszeit) in Hampden Park (Glasgow) \| \| Ergebnis: 2:0 n. V. \| \| Zuschauer: 51.193 \| \| Schiedsrichter: Douglas McDonald \|                                                                                        | Glasgow Rangers |
| Celtic Glasgow                                                  | Artur Boruc – Andreas Hinkel, Glenn Loovens, Stephen McManus , Darren O’Dea (106. Mark Wilson), Gary Caldwell, Shunsuke Nakamura, Scott Brown, Paul Hartley (72. Giorgos Samaras, 120. Jan Vennegoor of Hesselink), Aiden McGeady, Scott McDonald Cheftrainer: Gordon Strachan | Allan McGregor – Steven Whittaker, David Weir, Kirk Broadfoot, Saša Papac, Steven Davis – Lee McCulloch (82. Christian Dailly), Barry Ferguson , Pedro Mendes, Kenny Miller (58. Nacho Novo), Kyle Lafferty (76. Kris Boyd) Cheftrainer: Walter Smith | Glasgow Rangers |
| Celtic Glasgow                                                  | 1:0 O’Dea (91.) 2:0 McGeady (120., Elfm.) | | Glasgow Rangers |
| Celtic Glasgow                                                  | Hinkel, O’Dea, McGeady, Boruc | Nacho Novo, Weir, McCulloch | Glasgow Rangers |
| Celtic Glasgow                                                  | Broadfoot | | Glasgow Rangers |
| 15. März 2009 um 15:00 Uhr (Ortszeit) in Hampden Park (Glasgow) | | |                 |
| Ergebnis: 2:0 n. V.                                             | | |                 |
| Zuschauer: 51.193                                               | | |                 |
| Schiedsrichter: Douglas McDonald                                | | |                 |